# 鼋鼍
鼋鼍是中国传说的怪物，主要指大鱉和鱷魚兩種爬行動物，记载于晉代王嘉《拾遺記》和《竹書紀年》，西游记另有金鼋鼍。搜神记另有说千岁的龟鼋会成精懂人语。

## 记载
晉代王嘉《拾遺記》:「舜命禹疏川奠岳,濟巨海則黿鼍而為梁。」
《竹書紀年》：「(周)穆王七年,大起師,東至於九江,架黿鼍以為梁。」
《西游记·第三回》：乃是一个九头虫，观其形象十分恶，见此身模怕杀人！他生得：毛羽铺锦，团身结絮。方圆有丈二规模，长短似鼋鼍样致。两只脚尖利如钩，九个头攒环一处。展开翅极善飞扬，纵大鹏无他力气；发起声远振天涯，比仙鹤还能高唳。眼多闪灼幌金光，气傲不同凡鸟类。"似鼋鼍样致。两只脚尖利如钩，九个头攒环一处。展开翅极善飞扬，纵大鹏无他力气；发起声远振天涯，比仙鹤还能高唳。眼多灼幌金光，气傲不同凡鸟类。"如意金箍棒出世，“唬得老龙王胆战心惊，小龙子魂飞魄散；龟鳖鼋鼍皆缩颈，鱼虾鳌蟹尽藏头”
《墨子·公输》：子墨子曰：“荆之地方五千里，宋之地方五百里，此犹文轩之与敝舆也；荆有云梦，犀兕麋鹿满之，江汉之鱼鳖鼋鼍为天下富，宋所为无雉兔鲋鱼者也，此犹粱肉之与糠糟也；荆有长松、文梓、楩、楠、豫章，宋无长木，此犹锦绣之与短褐也。臣以王吏之攻宋也，是与此同类。”王曰：“善哉！虽然，公输盘为我为云梯，必取宋。”
《国语·晋语九》：“鼋鼉鱼鳖，莫不能化。”
宋王安石《金山寺》诗：“扣栏出鼋鼉，幽姿可时睹。”
清孙枝蔚《金山》诗之一：“僧老鼋鼉大，钟残鼓角哀。”

## 参看
- 中国妖怪列表